# San Bartolo del Escobal
San Bartolo del Escobal är en ort i Mexiko.   Den ligger i kommunen Venustiano Carranza och delstaten Puebla, i den sydöstra delen av landet, 190 km nordost om huvudstaden Mexico City. San Bartolo del Escobal ligger 321 meter över havet och antalet invånare är 658.
Terrängen runt San Bartolo del Escobal är huvudsakligen lite kuperad. San Bartolo del Escobal ligger uppe på en höjd. Runt San Bartolo del Escobal är det ganska tätbefolkat, med 65 invånare per kvadratkilometer. Närmaste större samhälle är Venustiano Carranza, 8,4 km norr om San Bartolo del Escobal. Omgivningarna runt San Bartolo del Escobal är en mosaik av jordbruksmark och naturlig växtlighet.